# Державна премія України імені Тараса Шевченка — лауреати 1994 року
Державні премії України імені Тараса Шевченка в галузі літератури, журналістики, мистецтва і архітектури 1994 року були присуджені Указом Президента України від 2 березня 1994 р. № 70 за поданням Комітету по Державних преміях України імені Т. Г. Шевченка. Цього року кількість премій була зменшена до десяти розміром десять млн карбованців кожна.

## Список лауреатів
| Галузь                                                     | Лауреат                                                                        | Обґрунтування |
| ---------------------------------------------------------- | ------------------------------------------------------------------------------ | --- |
| Література                                                 | Голобородько Василь Іванович — поетові                                         | за збірки поезій «Ікар на метеликових крилах», «Калина об Різдві». |
| Література                                                 | Світличний Іван Олексійович — поет (посмертно)                                 | за збірку поезій, поетичних перекладів і літературно-критичних статей «Серце для куль і для рим» |
| Література                                                 | Чендей Іван Михайлович — письменник                                            | за книжку «Калина під снігом», повість «Іван». |
| Журналістика і публіцистика                                | Світлична Надія Олексіївна — журналістка (США)                                 | за активну журналістську і публіцистичну діяльність останніх років. |
| Журналістика і публіцистика                                | Роберт Конквест — науковець, громадянин США                                    | за книжку «Жнива скорботи» |
| Журналістика і публіцистика                                | Рахманний (Олійник) Роман — публіцист, громадянин Канади                       | за тритомну збірку «Україна атомного віку». |
| Теорія та історія літератури                               | Большаков Леонід Наумович — літературознавець, громадянин Російської Федерації | за документальну трилогію «Літа невольничі» («Быль о Тарасе»). |
| Теорія та історія літератури                               | Овсійчук Володимир Антонович — мистецтвознавець                                | за монографії «Українське мистецтво другої половини XVI — першої половини XVII ст.», «Майстри українського бароко». |
| Образотворче мистецтво                                     | Антонюк Андрій Данилович — художник                                            | за серію картин останніх років: «Митрополит Іларіон», «Феофан Прокопович», «В казематі (Т. Шевченко)», «Учителю, хто ми?», «Поклоніння землі та водам», «Богопільська Мадонна», «Розмова з Всесвітом», «Сурми глас. Пересторога» |
| Образотворче мистецтво                                     | Герц Юрій Дмитрович — художник                                                 | за серію картин «Барвиста Верховина». |
| Образотворче мистецтво                                     | Зарецький Віктор Іванович — художник (посмертно)                               | за картини останніх років: «Солдатка», «Літо», «Дерево (Витоки мистецтва)», «Ой, кум до куми залицявся», «Весняні клопоти» |
| Музика                                                     | Івасюк Володимир Михайлович — композитор (посмертно)                           | за видатний внесок у розвиток українського національного музичного мистецтва. |
| Концертно-виконавська діяльність                           | Зінкевич Василь Іванович — артист                                              | за концертні програми останніх років. |
| За кращий твір літератури і мистецтва для дітей та юнацтва | Апанович Олена Михайлівна — письменниця                                        | за книжку «Гетьмани України і кошові отамани Запорозької Січі». |
| За кращий твір літератури і мистецтва для дітей та юнацтва | Лупій Олесь Васильович — письменник                                            | за роман «Падіння давньої столиці», повість «Гетьманська булава». |